# Мутное (деревня)
Мутное — упразднённая деревня в Увельском районе Челябинской области России. На момент упразднения входила в Петровский сельсовет. Исключена из учётных данных в 1995 году.

## География
Располагалась у южного берега озера Мутного, на расстоянии 1,5 км к северу от села Петровское.

## История
До 1916 года входила в состав Андреевской волости Троицкого уезда Оренбургской губернии. По данным на 1926 год деревня состояла из 68 хозяйств. В административном отношении входил в состав Каштакского сельсовета Увельского района Троицкого округа Уральской области.
В 1970—1980-е годы в деревне располагалась бригада колхоза имени XXII партсъезда.
Исключена из учётных данных Постановлением Челябинской облдумы от 21.12.1995 года № 307.

## Население
| 1926 | 1970 | 1977 | 1983 |
| ---- | ---- | ---- | ---- |
| 218  | ↘64  | ↘47  | ↘18  |

По данным переписи 1926 года в деревне проживали русские (99% населения).